# Rio Sarapuí
O rio Sarapuí é um rio do estado do Rio de Janeiro, no Brasil. Já se chamou "rio Santo Antônio". Os seus afluentes principais são os rios do Socorro, Dona Eugênia e da Prata. Juntamente com o rio Iguaçu, forma a bacia hidrográfica do Iguaçu/Sarapuí.
Muitas enchentes são causadas pela impermebilidade do solo, junto com a redução do espaço para o fluxo de água (diminuição na vazão do rio), que aumentam o volume dos rio e sempre transborda.
Encontra-se atualmente poluído e com alto índice de contaminação.

## Topônimo
"Sarapuí" é um termo derivado da língua tupi: significa "rio dos sarapós", através da junção dos termos sarapó (sarapó) e  'y (rio).

## Localização
Deságua no rio Iguaçu, no município de Duque de Caxias, na região da Baixada Fluminense. Passa pelos municípios de Nilópolis, Duque de Caxias, Mesquita, Rio de Janeiro, São João de Meriti e Belford Roxo.